# 陶學

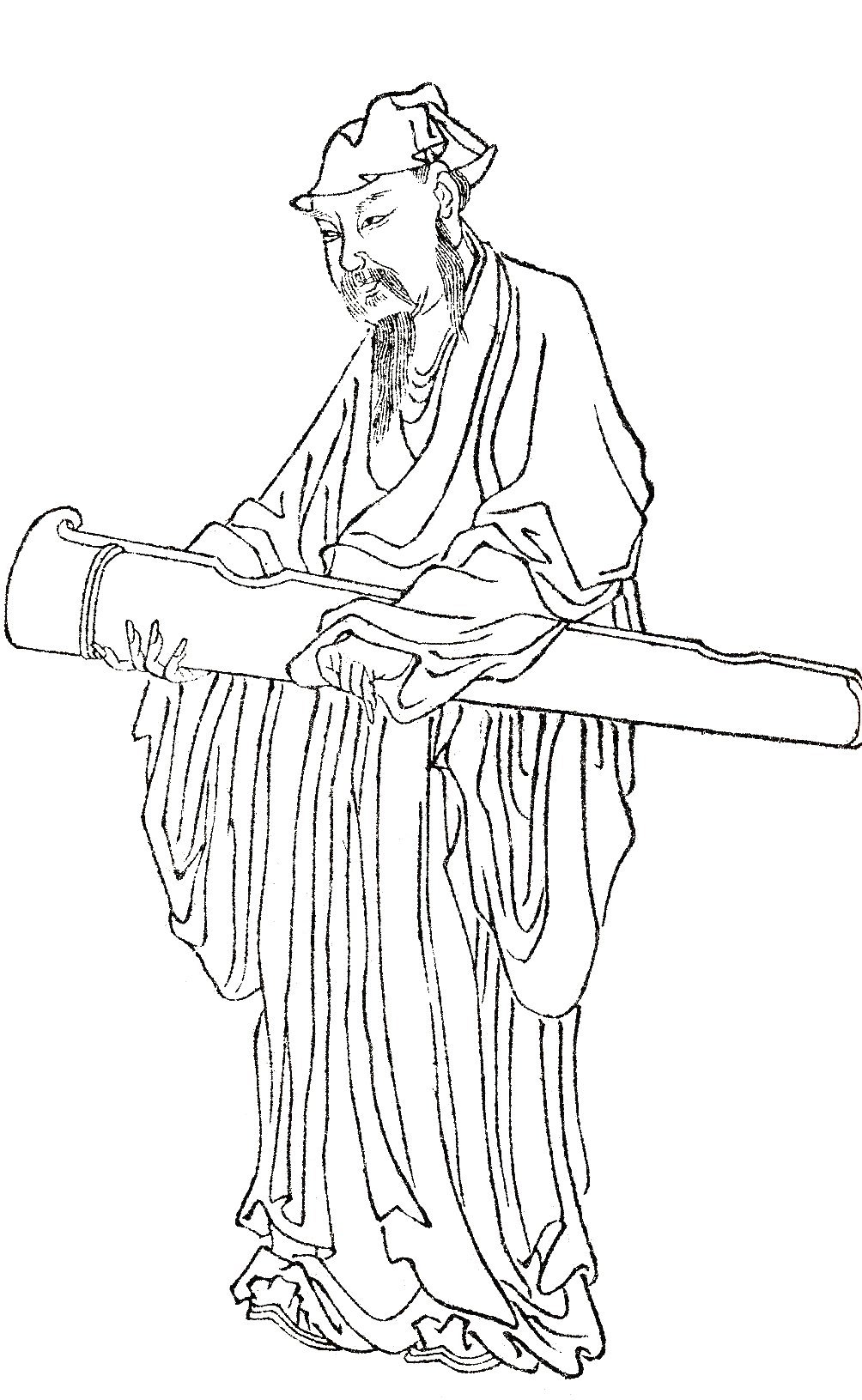
《晚笑堂画传》收錄之陶淵明畫像

陶學是指研究陶淵明以及是其詩文閱讀、鑒賞、評估的學問。對於陶淵明的研究最早可以由顏延之所作的《陶征士诔》算起，至今已經有一千五百多餘年的歷史。

## 歷史
在古代，對於陶淵明的贊賞、注釋、評論陶淵明的學者眾多。在南北朝的時候，鍾嶸的《詩品》、蕭統所編的《陶淵明集》、陽休之重編的《陶淵明集》為學者後來的研究打下了基礎:8。在隋唐五代拓展深入，初唐、中唐時期，陶淵明的詩史地位尚沒有大量提升，但文人開始推許他的氣韻、藝術等，地位開始增加:34。在宋代達到第一個高潮，學者開始對陶淵明制作年譜，當時詩話、筆記論及陶淵明的達70多種:60。在元朝，基於當時的歷史背景有所沈寂，文學批評理論大多沿襲宋人，較少新見:122。於明代有所復蘇後，於清代研究達到第二個高峰。在清代，學者關於陶淵明的著作達百種以上，涉及生平、思想、時代、藝術、作品等問題，較前人深入:197。:緒論頁9
對於陶淵明的研究由19世紀末開始現代化。在1898年至1928年，大量西方的文學理論引進了中國，對於陶學的研究有所影響，學者如王國維、粱啟超等開始以西方的美學思想以觀察陶詩，魯迅、胡適等都對於陶淵明有所研究。在1928年至1949年，近代的科學思想和文化理念在中國進一步發展，使對於陶淵明的研究進一步深化。在這時期，朱自清對於陶淵明的年譜進行了辨証和總結、陳寅恪提出了陶氏的思想是「新自然說」。在五、六十年代，陶學界產生了兩次較大規模的爭論，包括是對於張芝（李長之）《陶淵明傳論》的爭議，以及是陶氏究竟是現實主義詩人，還是反現實主義詩人的爭論。後者的爭議得到了廣大的研究者爭論，《光明日報》《文學遺產》編輯部一共收到論文251篇，約124萬字。在文化大革命結束後，此期以研究觀點和表現方式多樣化為主要特徵，也是陶淵明研究最昌盛的時期。在1978年至1999年間，一共有論文約1150篇，著作及注本21種。但在此時期，陶學重覆研究的問題嚴重，「只講成績，不講缺點」現象較為普遍。

## 名號

### 名稱出典
學界對於他的名號來自何人有所不同。一說指陶淵明的名稱和諸葛亮有所關係。「元亮」取自於諸葛亮的「亮」，即「始於亮」之意，「淵明」指的是「淵源於孔明」，表達了到諸葛亮的嚮往。明代朱同認為：「士有當世不相知異世而相慕者......陶淵明慕諸葛孔明名曰元亮，字曰淵明，所謂異世相慕者也。」。而「潛」則暗含「潛龍」的意思，取自於諸葛亮「臥龍」一號。一說指他的名稱出自於《詩經·小雅·正月》：「鱼在于沼，亦匪克乐。潜在伏矣，亦孔之昭。」，《毛诗郑笺》解釋指：「池鱼之所，而非能乐其潜伏于渊又不足以逃。甚昭昭易见也。以喻时贤在朝廷，道不行，无所乐退而穷处，又无所止施也認為。」，在鄭玄所作《毛诗郑笺》中明確有提及「潛」和「淵明」的字句。第三說認為他的名字出典於《周易》「潜龙勿用，阳气潜藏」、「或跃在渊，乾道乃革」。

### 姓名爭議
|                                                                                   | 名 | 名   | 名   | 字   | 字   | 字   | 小名 | 小名 | 更名     | 更名     | 更时 | 更时 |
| 来源                                                                              | 潜 | 渊明 | 元亮 | 渊明 | 元亮 | 深明 | 潜   | 渊明 | 潜改渊明 | 渊明改潜 | 元嘉 | 入宋 |
| 沈約《宋書·隐逸传》 蕭統《陶淵明传》或说 佚名《莲社高賢传》 李延壽《南史·隱逸傳》 | 是 |      |      | 是   |      |      |      |      |          |          |      |      |
| 蕭統說 《宋書》或說                                                               |    | 是   |      |      | 是   |      |      |      |          |          |      |      |
| 《晋书·陶潜传》                                                                   | 是 |      |      |      | 是   |      |      |      |          |          |      |      |
| 《南史》或说                                                                      |    |      | 是   |      |      | 是   |      |      |          |          |      |      |
| 叶梦得                                                                            | 是 |      |      | 是   |      |      |      |      | 是       |          |      | 是   |
| 晁公武《郡斋读书志》                                                              |    | 是   |      |      | 是   |      |      |      |          |          |      |      |
| 吴仁杰《陶靖节先生年谱》                                                          |    | 是   |      |      | 是   |      |      |      |          | 是       |      | 是   |
| 熊人霖《陶渊明集序》                                                              |    | 是   |      |      | 是   |      |      |      |          | 是       | 是   |      |
| 梁启超《陶淵明論略》                                                              |    | 是   |      |      | 是   |      | 是   |      |          |          |      |      |
| 古直《陶靖节年谱》                                                                | 是 |      |      |      | 是   |      |      | 是   |          |          |      |      |

學者對於他的本名為何，又或者是中年有所更改，見解有所不同。陶淵明的名號在他身後不久已經有不同的說法。在《陶淵明集》中，《孟府君傳》、《祭程氏妹文》皆自名的「淵明」，而顏延之《陶征士誄》也是稱之為「淵明」。至沈約寫作宋書的時候，開治出現兩說並錄的說法，即「陶潛，字淵明，或云淵明字元亮」，同時代的蕭統說法和之相反，即「陶淵明，字元亮，或云潜字元亮」，說法有所不一。:2最早認為陶淵明有所更名的是黃庭堅，在他的《宿舊彭澤懷陶令》中認為「歲晚以字行，更始號元亮」，認為是因為仰慕诸葛亮、耻屈身异代的緣故 。除了梁启超、古直、袁行需外，多数学者都認為陶潛有改名，但對於改什麼名字有所分歧。叶梦得主張陶淵明由「潜改渊明」，並以字行（即「淵明」）依從黃庭堅之說诗。王鸣盛、杨希阂、朱自清都依從此說。
關於更名的時間，一說認為因為晋恭帝让国玺书引用了 《周易》「或跃在渊」 的說話，對於換朝心懷悲憤，因此放棄了「淵明」，而在入宋的時候改名作陶潛。一說認為按《辛丑》 诗末两句「养真衡茅下，始以善自名」，應是隆安五年（401年）前後更名，原因是因為晉宋間的改名習俗，以及是面對於桓玄的迫仕，對於晉室滅亡的自責和自愧，因而更名。

## 生平
對於陶淵明的生平，除了是陶淵明自身的作品之外，最早相關的文章則只有四篇，包括是南朝宋顏延之所作的《陶征士诔》、 梁沈约在陶渊明逝世后60年所作的《宋书·隐逸传》、梁萧统在陶渊明逝世后约一百年所作的《陶渊明传》、佚名所作的《莲社高賢传》。後代有關於陶淵明生平的歷史記載，除了按陶淵明自身作品考證之外，都不出這四文的範圍。再加上當時的戰爭和社會的不穩定，以及晉宋著重門第和出身的背景，雖然他的生平並不複雜，在上述的原因下，他的資料並不多。在卒年方面，以上三篇資料都稱卒於元嘉四年（427年），沒有爭議。但在以上的三篇資料中，部份的資料是有所衝突的。生年方面，《宋書》、蕭統都作63歲，按卒年倒推，即生於兴宁三年（365年）。此說的支持者是最多的，宋代王質、吳仁杰，清代的陶澍，當代朱自清、王孟白、李華、唐梅先等等，都支持此說。李文初指在解放以來，幾乎所有關於陶淵明的的正式出版物都依沈約63歲說。但顏延之《陶征士诔》有兩個版本，一說指「春秋若干」，一說是「春秋六十有三」，出現了不確定的因素。若然是顏延之作為他的朋友也不清楚他的歲數，時代更加後的描述可信也是成疑的。因此，針對於生年學者有不同的見解，並為他作不同的年譜。:1-3
最早作陶淵明年譜的是李燾，他作有《陶潛新傳》和《詩譜》三卷，但今已不存。目前最早可見的是王質所作的《栗里譜》，於南宋淳熙十年（1183年）所作。之後在依然有不少學者為陶淵明作譜，包括吳仁杰所作《陶靖節先生年譜》、張縯作《吳譜辨證》、清代顧易有《柳村陶譜》、丁晏有《晋陶靖节年谱》、陶澍有《靖節先生年譜考異》、楊希閔有《晉陶征士年譜》。在民國年間，梁啟超、古直、傅東華、逯钦立都在為陶淵明作譜，在解放後也有不少學者為他作譜，包括有李辰東、潘重規、楊勇、吳雲等等。在日本，村上嘉實，一海知義、大矢根文次郎、都留春雄、岡村繁、南史一等等學者都有為他作譜。:1-3
以生年的主張分類，第一派主張陶淵明76歲卒，有張縯、袁行霈支持。張縯認為陶淵明在《游斜川》序中指：「辛丑正月五日」，此詩是辛丑年（341年）的作品，而诗中又指「开岁倏五十，吾生行归休。」， 由此可以推算生年應該是永和八年（352年）。但此說因為《游斜川》有「开岁倏五日」的另一個版本，未可足實。第二派認為陶淵明52歲卒。最早提出的是清代的吳汝綸，他在《古诗钞》中认定陶渊明生于太元元年（376年）。当代古直在《陶靖节年谱》引用大量陶渊明诗文支持了此說。逯钦立最初在《陶渊明年谱稿》也支持這种观点，但後來也改為支持傳統63歲說。梁啟超認為陶淵明是56歲卒，在他所作的《陶淵明論略》中提出論據八條，以支持此說。李文初指，此說「在今天殊受冷落」。龔斌指，此說是除了六十三歲之說以外，影響最大的一說:55。朱自清指，除了當中所提出的第三証成理之外，其他理由都不能支持56歲說。第四說認為陶淵明59歲卒，於太和四年（369年）生，支持者有鄧安生、龔斌。各家所主張之生平詳見下表：
| 說法 | 說法                          | 62歲說                                    | 52歲說                      | 56歲說                        | 59歲說                      | 76歲說                      |
| ---- | ----------------------------- | ----------------------------------------- | --------------------------- | ----------------------------- | --------------------------- | --------------------------- |
| 出處 | 出處                          | 吳仁杰《陶靖節先生年譜》:11-26            | 古直《陶靖节年谱》:175-213  | 梁啟超《陶淵明年譜》:137-167  | 龔斌《陶淵明年譜考辨》      | 袁行霈《陶淵明年譜滙考》    |
| 生平 | 出生                          | 興寧三年（365年）                         | 376年                       | 372年                         | 369年                       | 352年                       |
| 生平 | 家人過世                      | 沒有記述                                  | 387年（12歲）（認為是父親） | 383年（12歲）（認為是父親）   | 380年（12歲）（認為是父親） | 363年（12歲）（認為是庶母） |
| 生平 | 開始游宦                      | 沒有記述                                  | 395年（20歲）               | 沒有記述                      | 388年（20歲）               | 371年（19歲）               |
| 生平 | 任祭酒                        | 太元十八年（393年，29歲）                 | 沒有記述                    | 不認同陶氏曾任祭酒            | 396年（28歲）               | 380年（28歲）               |
| 生平 | 喪妻                          | 太元十九年（394年，30歲）（只說明是家人） | 沒有記述                    | 391年（20歲）                 | 393年（30歲）               | 381年（29歲）               |
| 生平 | 任鎮軍參軍                    | 隆安四年（400年，36歲）                   | 404年（31歲）（認為從劉裕） | 398年（27歲）（認為從劉牢之） | 404年（36歲）（認為從劉裕） | 403年（52歲）（認為從劉裕） |
| 生平 | 入桓玄幕                      | 沒有記述                                  | 399年（24歲）               | 404年（33歲）                 | 394年（31歲）               | 398年（47歲）               |
| 生平 | 母親過世                      | 隆安五年（401年，37歲）                   | 401年（26歲）               | 401年（30歲）                 | 401年（33歲）               | 401年（50歲）               |
| 生平 | 任彭澤令 歸隱，作《歸去來辭》 | 元興三年（404年，40歲）                   | 405年（30歲）               | 405年（34歲）                 | 405年（37歲）               | 405年（54歲）               |
| 生平 | 作《歸園田居》                | 義熙二年（406年，42歲）                   | 406年（31歲）               | 沒有記述                      | 406年（38歲）               | 406年（55歲）               |
| 生平 | 家中遇火                      | 義熙四年（408年，44歲）                   | 408年（34岁）               | 408年（37歲）                 | 408年（40歲）               | 408年（57歲）               |
| 生平 | 作《五柳先生傳》              | 沒有記述                                  | 沒有記述                    | 沒有記述                      | 395年（27歲）               | 415年（64歲）前後           |
| 生平 | 作《飲酒》                    | 元興二年（403年，39歲）                   | 418年（39歲）               | 411年（40歲）前後             | 416年（48歲）               | 417年（66歲）               |
| 生平 | 王弘见陶渊明                  | 元熙元年（419年，55歲）                   | 419年（40歲）               | 418年（47歲）                 | 418年（50歲）               | 418年（67歲）或稍後一、二年 |
| 生平 | 和顏延之相聚                  | 永初三年（422年，58歲）                   | 424年（49歲）               | 415-416年（44-45歲）          | 424年（56歲）               | 424年（73歲）               |
| 生平 | 作《自祭文》，卒              | 元嘉四年（427年）                         | 元嘉四年（427年）           | 元嘉四年（427年）             | 元嘉四年（427年）           | 元嘉四年（427年）           |

## 思想

### 哲學思想
關於陶淵明的思想是儒家、道家，又或者是佛家，在宋朝開始成為了學者討論的問題。大致來說，在清末之前，認為陶淵明是屬於儒家的佔大多數。在宋代，南宋儒學家陸九淵指：「李白、杜甫、陶淵明，皆有志於吾道」，認為陶淵明的思想是屬於儒家。真德秀指，「以余觀之，淵明之學，正是經術中來，故形之於詩，有不可掩。」，附和了陸九淵說法。羅大經認為陶氏對於「《六經》、孔孟之書，固已探其微矣」。也有學者認為陶淵明的思想是屬於道家，如朱熹認為「靖節見趣，多是老子」，「淵明所悅者老、莊，然辭卻簡古」。汪藻認為，「《歸去來》托然超然，《莊》、《騷》不能過矣」。認為陶淵明的思想歸於佛家的文人也有，如施德操、葛立方等，但總的而言，認為陶潛是佛家和道家的人數較少。:67-68
在元代，學者依然探討他的哲學思想。宋九嘉認為陶潛終是佛門保持距離，不入佛門之中，「壯哉抵柱頹波裏，唯有淵明挽不來」。張雨贊許了他雖然有應慧遠之招，但終歸不入佛門的決定。吳師道指出以陶氏的《始作鎮軍參軍經曲阿作》中「被褐欣自得，屢空常晏如」一句，認為當中的「空」並非先人所指的《莊子》中的「空」，而是儒家中「空匱」的「空」，同意了真德秀的說法，認為是儒家思想。胡長儒他所作的《題李待詔虎溪三笑圖》中認為「元亮纘孔業」，認可陶淵明抱有儒家思想。:126-127
在明代同樣是主張傾向為儒家的為多數，主張他是屬於儒家的有安磐、歸有光、蔡道憲等。安磐依據陶詩中的「先師遺訓」、「朝與仁義生」等句，主張「漢、魏以來，知遵孔子而有志聖賢之學者，淵明也」，認為陶潛熟知孔子的聖賢之學。歸有光認為陶氏「非獨不困於窮，而直以窮為娛」，「信乎古之善處窮者」，認為他的品德和顏回相同。宋濂認為，陶潛「出言制行，不求甚異於俗，而動乎道，蓋和而節，質而文，風雅之亞也。」，認為他發揚了先秦儒家《詩經》中的文學觀。都穆認為他創作上「蓋真得於道也，非常人能蹈其軌轍也」，認為他創作上合於儒家之道。但也有文人認為他不是屬於儒家，郎瑛則結合了《飲酒·第五》分析，認為陶氏的學問「自性理中來」，認為他的學問是屬於理學。趙台鼎從《歸去來辭》以分析，認為從「悟已往之不諫，知來者之可追。實迷途其未遠，覺今是而昨非。」一句中，從「悟」、「知」、「識」、「覺」的一些字眼中可見，他是屬於佛家思想。屠隆以佛教以論述他在中國詩史中的地位，認為《詩經》是如來袓師、《古詩十九首》是大乘菩薩，而陶淵明則是深山野衲。:158-161
在清代，多數學者都認為他的思想是屬於儒家，沈德潛指，他和廣泛徵引《老子》、《莊子》的晉代詩人不同，專好引用《論語》，指漢代之後，宋朝之前，正宗的孔門弟子只有陶氏一人。劉熙載指，「阮步兵出於《莊 》，陶淵明則大要出於《論語》，指他的作品「則亦孔子賢、齊之志也」，受儒家思想的影響很深。潘德輿指，陶潛的道德思想、觀察事物的方法，都依從的儒家《六經》。厲志明確指陶氏思想和道家無關：「陶公學問和老、莊不同，老、莊廢禮，廢仁義、廢讀書；陶公言禮服，言『朝與仁義生』，言『游好在《六經》』，『上賴古人書』，『詩書敦宿好』，確是聖賢之學。」。也有學者認為陶氏思想和道教有關 ，方東樹認為陶氏和主張「文以載道」的學者不同，行為過於放肆，「其失在縱浪大化，有放肆意」，和儒家思想不同。也有文人主張陶淵明的思想是佛家。查初白認為，淵明的思想和佛門相通，指他「精於釋理，但不入社耳」。方熊評價《形影神》詩的時候也指：「公於禪理似達」（陶淵明似乎通達於禪理）。:201-202

### 政治思想
在南北朝至晚唐五代，文人大多都認為陶淵明是忠於晉室，沒有異議。:65 顏延之《陶征士诔》中以「有晋徵士陶渊明」以描述陶氏，表明他是晋朝遗民、不认可刘宋。沈約認為陶氏「恥復屈身後代」，李延壽《南史》延續了這個說法。李善在《文選注》、劉良在《五臣文選注》看法也相同。顏真卿更是對其《詠陶淵明詩》中對於他忠於晉室的思想大力鼓吹，可謂是唐人的普遍看法。:25
在治平年間（1064年至1067年），虎丘僧思悅是第一個提出異議的人，他指出陶氏所作的詩中，只有九首以甲子紀年，而都是在晉安帝時的作品，對於他是否忠於晉室有所疑問。他的疑問得到了曾季狸、晁補之的同意，都認為陶淵明不存在忠於晉室的說法。對於此說法，謝枋得提出了異議，認為他以甲子紀年的原因只是因為他估計桓玄篡位之後，即使晉朝依然是持續，但是天下權勢依然歸於劉裕，認為竊國是遲早的事，「蓋之末流必至於此，忠之至，義之盡也」，認為思悅和曾季狸的說法不對。宋代的蘇軾、秦觀、惠洪、韓駒、黃庭堅、吳仁杰、葛立方等都不同意思悅的說法，認為陶氏是忠於晉室的。吳仁杰指出，陶氏雖然只以甲子稱晉代時的作品，但是在他的作品中也沒有使用南朝宋的年號，可見他是忠於晉室。黃庭堅在他的作品中將陶氏和諸葛亮相比，指他有和諸葛亮一樣復國的抱負。葛立方認為，陶淵明不出仕，只是單純因為恥事二姓的緣故。:65-66
在金元時期，對於前人討論以甲子紀年的問題，大多寧可信其有，不可信其無，如阿魯威「信甲子題詩五柳，算庚寅合賦三秋」，鄧文原「詩中甲子春秋邦，籬下黃花兩露枝」等等。基於當時的政治背景，大多文人都認為他是晉於晉室，如陳繹曾認為「陶淵明心存忠義，心處閑逸」，劉因「廟堂袞袞宋完勛，爭信東籬有忠臣」等等。姚燧認為「陶淵明既仕矣，則其心為不忘君，知其不可.......正得孔子燔肉不至微罪行之遺意」，認為他無論出仕與否，都和晉室有所關係。吳澄更加認為他是實踐儒家綱常的典範，「充其志節，異時詎肯忍於二姓哉？.......先生一身而三綱舉無愧焉」。:124-126
在明代，張燧為他忠於晉室提出新的理由，認為他在《責子篇》中刻意描寫自己的子女粗於文墨，是為了不讓他的兒子出仕宋室。黃之煥一反鍾嶸所指陶淵明是「隱逸之宗」的說法，認為單純以「隱逸」以描述陶潛是過於片面的作法，認為他「憂時念亂，思扶晉衰」，認可他反對宋室、積極用世的品德。許學夷則和黃之渙一說相反，認為陶氏除了在《擬古》和《述酒》的兩篇「中有悼國傷時之語」，其他作品只是描述了日常生活，認為討論陶淵明的時候應該從詩人和實際作品出發，不應該討論他政治思想。:160-161
在清代，學者依然對於陶潛詩中以「年號」和「甲子」紀年有所爭論。何焯不同意《文選六臣注》中所言「入宋所作者但題甲子而已」的說法，指這和實際不符。黃丕烈針對於何焯的評論，指他正誤參半，單以文章來說，《祭程氏妹文》、《祭從弟敬遠文》等等確是以甲子記年，合六臣注的說法。但以詩來論，則是晉時以甲子紀年，入宋則不以甲子紀年，指「自來辨此者，都未明晰」。錢大昕則對於何焯持而不取，指《隋志》記《陶淵明集》有九卷，但至當時已經所餘不多，而何焯所參照的詩賦數量和晉、唐代人所見的數量有異，因此自然應該相信《宋書》的說法（入宋所作者但題甲子而已）。陶澍認為《文選》的說法是因為《陶淵明集》在當時可能有目錄，沈約《宋書》指陶公詩文都有紀年的說法也可能來自於目錄中的記年。:202-204